# 사중 결합
사중 결합(영어: quadruple bond)는 8개의 전자를 포함하는 두 원자 사이의 화학 결합의 일종이다. 이 결합은 보다 익숙한 이중 결합과 삼중 결합의 연장이다. 안정적인 사중 결합은 d-구역의 중간에 있는 레늄, 텅스텐, 테크네튬, 몰리브덴 그리고 크롬과 같은 전이 금속 사이에서 가장 흔하다. 일반적으로, 사중 결합을 할 수 있는 리간드는 π-받개가 아니라 π-주개이다.

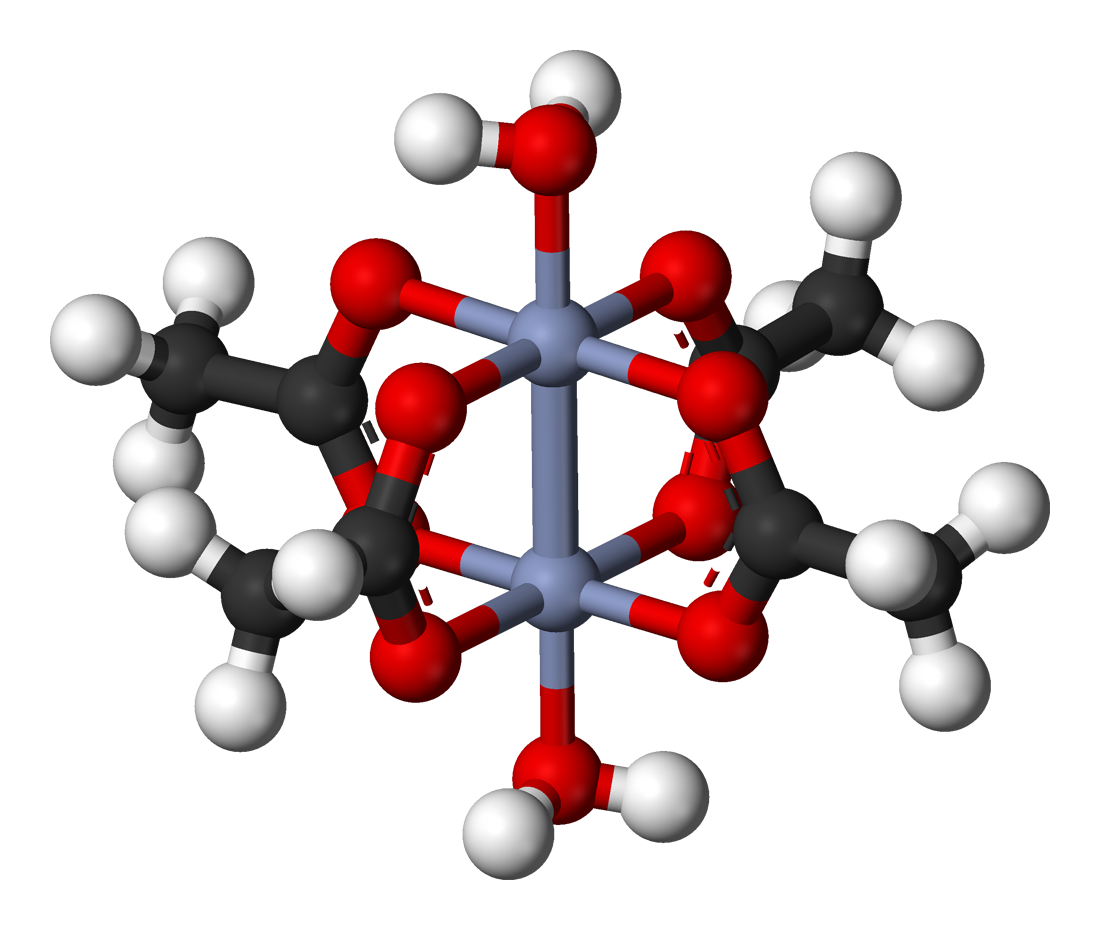
아세트산 크로뮴(II)의 구조

## 역사
아세트산 크로뮴(II), Cr2(μ-O2CCH3)4(H2O)2은 사중 결합을 포함한 최초의 합성 화합물이다. 1844년 Eugène-Melchior Péligot에 의해 사중 결합이 설명되었지만, 독특한 결합으로 인해 한 세기가 넘도록 인정받지 못했다.
사중 결합을 가진 화합물에 대한 최초의 결정학 연구는 소련 화학자들에 의해 Re
2Cl2−
8의 염에 대하여 이루어졌다. 매우 짧은 Re–Re 결합 길이가 주목받았다. 이렇게 짧은 길이(염의 반자성)은 Re–Re 결합을 나타냈다. 그러나 이 연구원들은 음이온을 Re(II), 즉 Re
2Cl4−
8의 유도체로 잘못 공식화했다.
머지 않아 그 후에, F. 알버트 코튼과 C.B. 해리스가 포타슘 옥타클로로다이레네이트, K2[Re2Cl8]·2H2O의 결정 구조를 보고했다. 이 구조적 분석은 이전의 정의들이 잘못되었다는 것을 보여준다. 코튼과 해리스는 사중 결합을 분명히 나타내는 결합에 대한 분자 궤도 근거를 공식화했다. 이 화합물의 레늄–레늄 결합 길이는 224 pm에 불과하다. 분자궤도함수 이론에서는 결합을 σ2π4δ2와 한 개의 시그마 결합, 두 개의 파이 결합 그리고 한 개의 델타 결합으로 기술한다.

## 구조와 결합
[Re2Cl8]2− 이온은 왼쪽과 같이 가려진 형태(eclipsed conformation)이다. 델타 결합 오비탈은 각 레늄 원자의 d 오비탈의 중첩으로 형성되며, Re-Re 축에 직각이고 Re-Cl 결합 사이에 있다. d 오비탈은 Re-Cl 결합을 따라 향하며, 염소 리간드 오비탈과의 상호작용으로 안정화된다. 또, Re-Re 결합에 기여하지 않는다. 이와 대조적으로, 두 개의 전자를 더 갖는 [Os2Cl8]2− 이온(σ2π4δ2δ*2)은 Os-Os 삼중 결합과 엇갈린 형태를 갖는다.

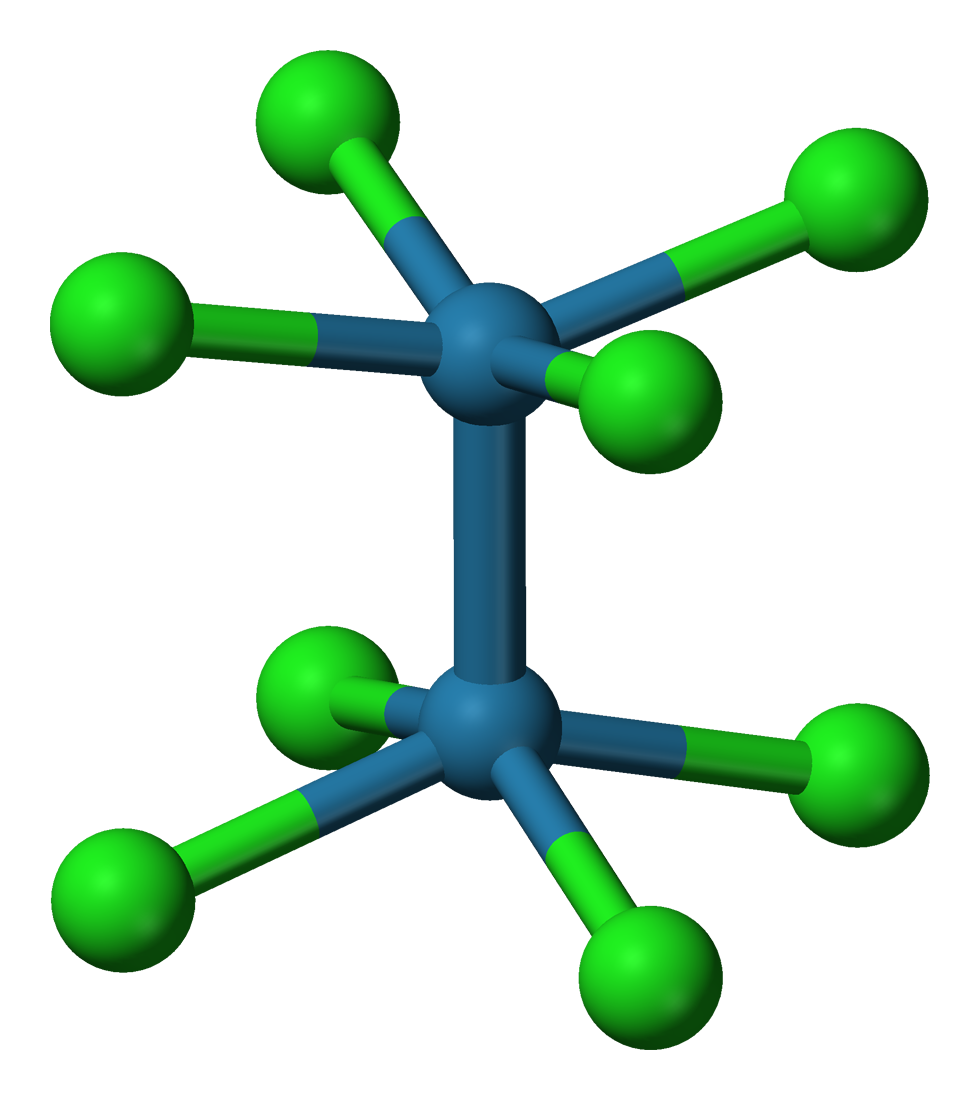
옥타클로로다이레네이트(III) 음이온, [Re_{2}Cl_{8}]^{2−}, 사중 Re-Re 결합이 특징이다.

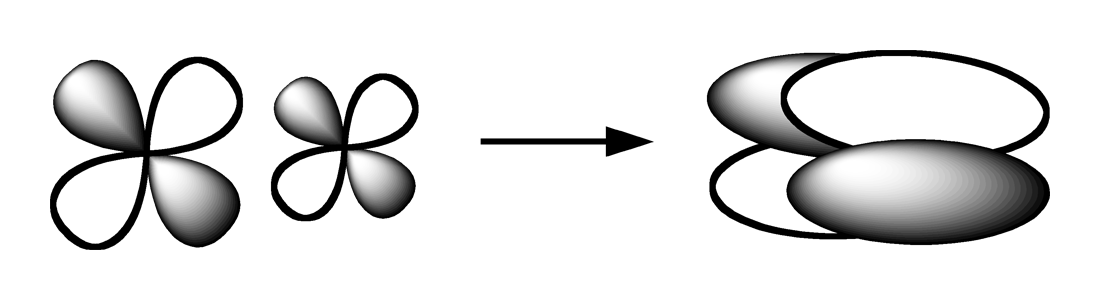
두 개의 d 오비탈의 중첩에 의한 델타 결합의 형성

전이 금속 원자 사이에 사중 결합을 갖는 다른 많은 화합물들은 F. 알버트 코튼과 그의 동료들에 의해 종종 설명되었다. 전자수가 같은 다이레늄 화합물은 염 K4[Mo2Cl8] (포타슘 옥타클로로다이몰리브데이트)이다. 사중 결합을 갖는 다이텅스텐 화합물의 예에는 다이텅스텐 테트라(hpp)가 있다.
전형 원소의 원자 사이의 사중 결합은 알려져 있지 않다. 

## 같이 보기
- 공유 결합
- 결합 차수

## 참고 문헌
- Cotton, F. A.; Harris, C. B. (1965). “The Crystal and Molecular Structure of Dipotassium Octachlorodirhenate(III) Dihydrate, K2[Re2Cl8]·2H2O”. 《Inorg. Chem.》 4 (3): 330–333. doi:10.1021/ic50025a015.